# Ivans Klementjevs
Ivans Klementjevs (ryska: Иван Ильич Клементьев: Ivan Iljitj Klementiev), född den 18 november 1960 i Riga, Lettiska SSR, Sovjetunionen, är en sovjetisk-lettländsk politiker i Saeiman och före detta kanotist (världsmästare).
Klementjevs tog OS-guld i C-1 1000 meter i samband med de olympiska kanottävlingarna 1988 i Seoul.
Han tog OS-silver i C-1 1000 meter i samband med de olympiska kanottävlingarna 1992 i Barcelona.
Klementjevs tog därefter OS-silver igen C-1 1000 meter i samband med de olympiska kanottävlingarna 1996 i Atlanta.
Hans yngre bror Jefimijs Klementjevs följde efter honom både inom kanotsporten samt senare inom politiken.